# Magyar Egyéni Salakmotor Bajnokság 2011
A 2011-es Egyéni Magyar Salakmotor Bajnokság győztese Magosi Norbert volt. A bajnokság három fordulóból állt, egyet Debrecenben, egyet Miskolcon, egyet pedig Gyulán rendeztek, és összesen tizenöt versenyző vett részt rajtuk.

## Fordulók
|    | Időpont     | Helyszín | Győztes        |
| -- | ----------- | -------- | -------------- |
| 1. | Május 14.   | Gyula    | Ferjan Matej†  |
| 2. | Július 16.  | Miskolc  | Tabaka József  |
| 3. | Október 22. | Debrecen | Magosi Norbert |

## Összesített eredmény
| H.  | Versenyző        | Pont | 1. ford. Gyula | 2. ford. Miskolc | 3. ford. Debrecen |
| --- | ---------------- | ---- | -------------- | ---------------- | ----------------- |
|     | Magosi Norbert   | 34   | 10             | 11               | 13                |
|     | Szatmári László  | 28   | 9              | 9                | 10                |
|     | Tabaka József    | 24   | –              | 12               | 12                |
| 4.  | Stefani Attila   | 23   | 8              | 7                | 8                 |
| 5.  | Benkő Roland     | 21   | 7              | 5                | 9                 |
| 6.  | Matija Duh       | 16   | 5              | –                | 11                |
| 7.  | Tihanyi Sándor   | 15   | 2              | 6                | 7                 |
| 8.  | Manuel Hauzinger | 14   | –              | 10               | 4                 |
| 9.  | Ferjan Matej†    | 11   | 11             | –                | –                 |
| 10. | Nagy Partik      | 10   | 0              | 4                | 6                 |
| 11. | Martin Gavenda   | 8    | –              | 8                | –                 |
| 12. | Samo Kukovica    | 8    | 3              | –                | 5                 |
| 13. | Fekete Sándor    | 7    | 4              | 3                | –                 |
| 14. | Nagy Róbert      | 6    | 6              | –                | –                 |
| 15. | Papp Péter       | 3    | 1              | –                | 2                 |
| 16. | Denis Stojs      | 3    | –              | –                | 3                 |
| 17. | Szegvári Róbert  | 2    | –              | 2                | –                 |